# Yettel (Србија)
 (транскр.  Јетел, стилизовано као Yettel.) српски је телекомуникациони оператор са седиштем у Београду. Налази се у власништву e& PPF Telecom Group, у чијем је власништву и SBB. Од 2020. други је највећи оператор мобилне телефоније са тржишним уделом од 36,98%.

## Историја
Компанија је основана 15. априла 1994. године, под именом Мобтел Србија (пун назив: Мобилне телекомуникације Србија), као заједничко предузеће БК Трејд из Москве на челу са браћом Карић (51% акција) и јавног предузећа ПТТ саобраћаја „Србија“ из Београда (49% акција). 
- Пуштање у рад је било 31. децембра 1994. године путем тадашње аналогне НМТ мреже која је покривала веће урбане средине и главне путне саобраћајнице - односно 60% становништва и 12% територије Србије. Позивни број НМТ мреже је био 061 (међународни: +381 61); Пуштање у рад је извршио, тадашњи председник владе, Радоје Контић.
- 15. октобра 1996. године Мобтел је поред ове увео и нову, дигиталну 063 GSM мрежу;
- 15. јула 2003. године компанија Мобтел прва је у Србији увела GPRS мрежу, односно 2.5 генерацију мобилне телефоније;
- 25. новембра 2003. године Мобтел је представио EDGE стандард за пренос података (2.75G или слабија 3G) који омогућава пренос података брзинама до 384 килобита по секунди[4];
- Почетком 2004. године Мобтелова GSM мрежа је добила још један позивни број 062 (+381 62), који се од тада користи поред позивног броја 063;
- 22. новембра 2004. године представљена је и пуштена у пробни рад прва 3G мрежа у Србији, заснована на UMTS стандарду. Том приликом представљене су и услуге гледања телевизијског програма путем мобилног телефона, праћење саобраћаја на ауто-путу уживо као и брзи пренос видео и аудио садржаја[5];
- У првом кварталу 2006. године НМТ мрежа је искључена из комерцијалне употребе, а потпуно је угашена, касније, исте године.
- 1. марта 2007. године Теленор је у Србији пустио у комерцијални рад прву 3G (UMTS) мрежу која омогућава пренос података великим брзинама и услугу видео позива свим својим корисницима (постпејд и припејд), без додатних пријављивања за ту услугу.[6]
- 1. марта 2008. године Теленор је добио још један позивни број 069 (+381 69), који је пуштен у комерцијалну употребу 12. маја исте године поред позивних бројева 063 и 062;[7]
- 25. марта 2015. године Теленор је пустио у комерцијални рад 4G (LTE) мрежу

### Одузимање лиценце
Дана 29. децембра 2005. Влада Србије је Мобтелу одузела лиценцу за обављање телекомуникационих делатности због неисплаћених дивиденди држави 1990-их година.
Влада Србије је постала већински власник компаније (70%), док је део компаније купио аустријски конзорцијум са (30% акција), након чега компанија мења име у Моби 63.

### Аукција
Дана 31. јула 2006. већински пакет акција Моби 63 продат је (70% које је држава имала) норвешком Теленору за 1,513 милијарди евра што му је омогућило да преузме и осталих 30% акција од аустријског конзорцијума. Услов за преузимање осталих 30% акција је била понуда виша од милијарду и 100 милиона евра.
Дана 31. августа 2006. Моби 63 званично прелази у власништво Теленора и мења име у Теленор д. о. о.
Марта 2018. године, чешки инвестициони фонд ППФ је купио компанију од норвешког Теленора.

### Лиценца за фиксну телефонију
Дана 22. јануара 2010. РАТЕЛ одлучује. да Теленору додели другу лиценцу за изградњу, поседовање и експлоатацију јавне фиксне телекомуникационе мреже и пружање услуга јавне фиксне телекомуникационе мреже у Србији, на основу јавног конкурса за избор другог оператора фиксне телефоније
Дана 19. фебруара 2010. РАТЕЛ уручује Теленору другу лиценцу за фиксну телефонију у Србији, чиме се званично укида монопол Телекома Србије у овој области.
Теленор је лиценцом обавезан да у року од годину дана почне да пружа услуге фиксне телефоније.
Дана 7. јула 2010. Теленор тужи РАТЕЛ Управном суду у Београду због дискриминаторске и превисоке накнаде за позиве из своје мобилне мреже ка фиксној мрежи Телекома Србије
Током августа 2011. Теленор обуставља судски процес против РАТЕЛ-а услед одлуке коју је то тело донело у јуну 2011. године, а која се односи на регулацију велепродајних цена позива из мреже у мрежу. Тиме је обезбеђено поштовање основних начела недискриминације између телекомуникационих оператора, а чије непоштовање је било предмет тужбе Теленора против РАТЕЛ-а.

### Оптички интернет и ИПТВ
Почетком 2021. године, „Теленор” је најавио да ће ускоро уврстити у понуду и оптички интернет, те IPTV. 
Ради брзог остварења ових планова, „Теленор” није развио сопствену инфраструктуру, већ је изнајмио постојећу од највећег конкурента, компаније „Телеком Србија”. Ово је изазвало контроверзе и незадовољство појединих учесника на тржишту, попут „Јунајтед групе”, и њиховог провајдера у Србији, СББ-а. Сходно овој позицији, договор „Телекома” и „Теленора” је постигнут како би се умањио утицај информативних канала „Јунајтед групе”, примарно из пословних и политичких разлога. Упркос томе, „Теленор” је званично лансирао своју нову услугу у новембру 2021. године, и то под брендом „Хипернет”. Иако се „Хипернет” нуди одвојено од мобилних услуга, „Теленор” је тиме постао (после „Телекома”) тек други учесник на тржишту телекомуникација у Србији који нуди све четири раширене телекомуникационе услуге ("quadruple play" — фиксна телефонија, мобилна телефонија, интернет и кабловска телевизија).

### Улазак у банкарски сектор у Србији
Дана 26. априла 2013. Теленор је саопштио да је постигао споразум о куповини КБЦ банке у Србији. Према договору, Теленор ће купити 100% удела у КБЦ Банци, док ће Сосијете Женерал Банка преузети портфолио клијената КБЦ Банке који подразумева 81.000 физичких лица, предузетника, малих и средњих предузећа. Тиме је Теленор основао Теленор банку, прву онлајн банку у Србији, која од октобра 2019. године мења назив у Моби банка.
У јулу 2017. постигнут је договор о успостављању стратешког партнерства између Теленор банке и инвестиционог фонда Ривер Стикс из Бугарске, који није реализован, чиме би овај фонд постао власник 85% акција банке. Народна банка Србије као регулатор финансијског тржишта није дала сагласност због неиспуњавања прописаних услова.
Теленор Србија је у марту 2018. продат чешкој инвестиционој групи ППФ за 2,8 милијарди евра. По овом споразуму, фирма је задржала назив "Теленор" још четири године, када је 1. марта 2022. званично преименована у Yettel.

## Тржишни показатељи за мобилну мрежу
- Укупан број корисника Теленорове мреже на крају 2013. године износио је 3.063.172. Од тог броја 53,77% корисника на припејду и 46,27% на постпејду.[23]

Тржишно учешће ове мреже на крају 2014. године: 
- по броју корисника 33,3%
- по укупном годишњем приходу 40,3% и највеће је међу оператерима у Србији
- по укупном одлазном саобраћају 37,2%
- по укупном броју послатих кратких текстуалних порука 34,1%
- по укупном броју послатих мултимедијалних порука 36,5%

## Подаци о мобилној мрежи
Теленор има лиценцу за рад ГСМ мреже у опсегу 900 MHz и 1800 MHz, за УМТС/ИМТ 2000 мрежу у опсегу 900 MHz и 2100 MHz и за 4Г (ЛТЕ) мрежу на опсегу 800 и 1800 мегахерца. Лиценцу за 3Г мрежу је добио 31. августа 2006. са важењем од 10 година и она је обновљена 2016 на још 10 година. У 2014 години је додељена и лиценца за 4Г мрежу. 
- Покривеност територије Србије ГСМ сигналом је 99%
- Покривеност становништва Србије ГСМ сигналом је 99,38%
- Покривеност територије Србије УМТС сигналом је 95,75%
- Покривеност становништва Србије УМТС сигналом је 98,14%[24]
- Идентификациони код (ИМСИ) Теленорове мреже је 220-01, а позивни бројеви Теленорове мреже су 062 (међународни +381 62), 063 (међународни: +381 63) и 069 (међународни +381 69).
- Роминг је омогућен у 158 земаља света, односно у 369 мрежа иностраних мобилних оператора, 2 поморске, 1 авио и 1 сателитској мрежи.
- До краја 2020. године Теленор је има преко 8.000 базних станица.[24]
- Почетком 2011. године Теленор је пустио у рад један од најмодернијих дата центара на подручју југоисточне Европе – Теленор Tier 3 дата центар, у коме је смештено ново језгро Теленор мреже.[25]
- Дана 21. јуна 2019. Теленор је пустио у тестни рад прву 5Г базну станицу. Она се налази у Научно технолошком парку у насељу Звездара у Београду.

### Подаци о 3Г мобилној мрежи
ЕДГЕ мрежа која представља 2,75 генерацију мобилне телефоније или слабију 3Г има идентичну покривеност сигналом као и ГСМ мрежа. Ова мрежа је у комерцијалној употреби од новембра 2004. године.
Својим УМТС, ХСДПА и ХСПА+ (3Г и 3,5Г - генерација мобилне телефоније) сигналом Теленор покрива преко 83,68% популације Србије
Теленор Србија 3Г мрежа подржава следеће технологије широм Србије, као и на свим битнијим путним правцима: WCDMA, ХСДПА, ХСПА i ХСПА+ са следећим максималним теоретским брзинама:
- ХСПА+ 42 - до 42 Мбпс проток при преузимању и до 5.76 Мбпс протока при слању података
- ХСПА+ - до 21 Мбпс проток при преузимању и до 5.76 Мбпс протока при слању података
- ХСПА - до 14.4 Мбпс проток при преузимању и до 2 Мбпс протока при слању података
- ХСДПА - до 7.2/3.6 Мбпс проток при преузимању и до 384 Кбпс протока при слању података.

#### Историјат
- 14. децембра 2007. године Теленор је склопио уговор са компанијом Nokia Siemens Networks о изградњи националне 3Г и 3.5 Г мреже високог квалитета у наредне четири године.[27]
- 15. септембра 2011. године Теленор покреће пројекат под називом „Паметна мрежа“ који обележава нову етапу у еволуцији мреже и који за циљ има промовисање перформанси.[28] нове, брже Теленорове мреже[29]
- Дана 1. марта 2012. године Теленор је саопштио да је његова Паметна мрежа доступна на територији целе Србије.[30]
- 19. јунa 2012. године Теленор је започео процес унапређења и проширења своје мреже на напреднији ХСПА+ стандард са максималним теоријским брзинама до 42 Мбпс при преузимању података, уводећи ову технологију у шест градова у Србији.
- 20. јулa 2012. године Теленор је обавестио јавност да је месец и по дана пре предвиђеног рока завршио процес унапређења своје мреже на ХСПА+ 42 Мбпс стандард и омогућио свим корисницима на подручју покривености 3Г мрежом боље искуство приликом коришћења интернет сервиса на мобилним уређајима.[31]

### Подаци о 4Г мобилној мрежи
Половином 2010. године Теленор је започео пројекат обнављања постојеће мреже (НГН транзиција), као главном предуслову за увођење наредних генерација мобилне телефоније (4Г) и пратећих напредних сервиса. На реализацији пројекта ангажоване су компаније Ericsson, Nera и Huawei.
- 25. мартa 2015. Теленор је први у Србији увео комерцијалну ЛТЕ/4Г услугу на опсегу од 800 и 1800 мегахерца за своје постпејд кориснике у деловима Београда, Суботице, Копаоника и Златибора. Закључно са децембром 2020 године, покривеност 4Г сигнала покрива преко 93% становништва[33]

## Подаци о фиксној мрежи
Потписивањем првог комерцијалног уговора о пружању услуге фиксне телефоније дана 20. јануара 2011, компанија Теленор је испунила формални услов из лиценце за другог оператера фиксне телефоније. У циљу даљег развоја и пружања услуга у области фиксне телефоније, Теленор је саопштио да ради на постављају оптичке инфраструктуре кроз главне правце у Србији и мења приступну мрежу у мобилној телефонији са циљем да приступ широкопојасном интернету буде лакши и бржи за већи број грађана, док се не реше преостала отворена питања везана за пружање услуга у области фиксне телефоније у Србији, а која се тичу коришћења инфраструктуре Телекома Србије.

## Партнерства
Са Викимедијом
Дана 28. фебруара 2012. Теленор Група и Фондација Викимедија објавиле су партнерство у оквиру којег ће Теленоровим корисницима у Азији и југоисточној Европи бити омогућен бесплатан приступ Википедији преко мобилног телефона. Понуда је доступна за 135 милиона мобилних корисника. У партнерство је за сада ушло седам земаља у којима Теленор послује: Тајланд, Малезија, Пакистан, Бангладеш, Индија, Црна Гора и Србија, а очекује се да ће до краја године бити још потписница. Овај споразум ће почети да се спроводи у другом кварталу 2012.
Са Министарство унутрашњих послова Републике Србије
Дана 17. јуна 2011. министар унутрашњих послова Србије Ивица Дачић и извршни директор Теленора Ћел Мортен - Јонсен потписали су споразум о примени филтера за блокаду приступа илегалним сајтовима са елементима сексуалног злостављања деце и представили јавности детаље тој пројекта.
Како је речено, Теленоров корисник који са мобилног телефона или рачунара покуша да приступи сајту са недозвољеним садржајем, аутоматски ће бити информисан да покушава да приступи забрањеном сајту, а МУП ће тежити ка томе да такву сарадњу успостави и са другим оператерима у земљи.
Са сервисом Дизер
4. фебруара 2013. Теленор је на основу партнерства Теленор Групе са једним од највећих музичких стриминг сервиса у свету- Deezer, тржишту Србије представио нову платформу (засновану на клауду) за слушање и располагање музиком, као нови сервис у својој понуди под називом Теленор Дизер. Сервис располаже понудом од преко 53 милиона песама домаћих и страних извођача које се могу преслушавати у онлајн и офлајн режиму.